# Minimalpolynom
Minimalpolynom är för en kvadratisk matris A det moniska polynom P av lägst grad som satisfierar P(A) = 0.